# مين تشو (رجل أعمال)
مين تشو (بالإنجليزية: Zhu Min)‏ هو عالم حاسوب وشخصية أعمال ورائد أعمال أمريكي، ولد في 1948.